# 稽胡
稽胡（けいこ）は、山胡（さんこ）や歩落稽（ほらくけい）とも呼ばれ、4世紀末から8世紀にかけて中国の華北北部に存在した騎馬遊牧民族。

## 概略
離石を拠点としたため、離石胡（りせきこ）ともいう。現在の山西省呂梁市と甘粛省固原市の間を遊牧し、中国の王朝との間で侵略や服従を繰り返した。
種族としてはテュルク系と推測される匈奴屠各種に属する五部の後裔といい、あるいは山戎か北狄の後裔ともいうが、人種・民族系統とも定かではない。

## 参考資料
- 『周書』巻四十九 列伝第四十一 異域上
- 『北史』巻九十六 列伝第八十四